# 深瀬鋭次郎
深瀬 鋭次郎（ふかせ えいじろう、1930年7月28日 -2025年5月7日 ）は、日本の技術者、企業経営者である。株式会社三和エレック（後のサンワコムシスエンジニアリング株式会社）にて社長、会長を務めた。美術評論家の深瀬鋭一郎は子にあたる。

## 来歴
山形県上山市出身。1954年、東北大学工学部土木工学科を卒業し日本電信電話公社（後のNTTグループ）へ入社。1977年、同公社にて建設技術開発室長に任じられる。1980年、日本通信建設株式会社（後の日本コムシス株式会社）へ入社し、1982年に取締役土木部長、1990年6月には専務取締役安全品質管理本部長となる。
1993年、三和大榮電気興業株式会社へ入社し、同年6月、社長に就任。以後、同社の年次決算は1998年3月期まで増収増益を続けることとなる。社長就任直後の1993年7月、深瀬は社内にBR委員会（ビジネスリエンジニアリング委員会）を設けて社内改革などの議論を始めさせ、1995年7月、それまで各事業部が別々に有していた施工部門、営業部門をそれぞれエンジニアリング本部、営業本部に統合し、同年（1995年）には能力主義の要素を強めた人事制度導入に取り掛かっている。1996年4月、社名を「株式会社三和エレック」に変更するとともに、下請業者の数を1⁄10へと絞り込む。1997年、それまで東京証券取引所第二部に上場していた同社は第一部への昇格を遂げる。1999年6月、深瀬は社長の座を退いて会長となり、2001年6月に会長を退任し、相談役に就任。2025年5月7日、細菌性肺炎にて死去。